# Nagórnoie (Vorónej)
|  | Per a altres significats, vegeu «Nagórnoie». |

Nagórnoie (en rus: Нагорное) és un poble (un khútor) de l'óblast de Vorónej, a Rússia, segons el cens del 2010 tenia 137 habitants.